# Wojciech Hyciek
Wojciech Hyciek (ur. 1818 w Bystrej, pow. myślenicki, zm. 1877 w Oświęcimiu) – lekarz, poseł do Sejmu Konstytucyjnego w Kromieryżu.
Urodził się w rodzinie chłopskiej. Ukończył medycynę na uniwersytecie w Peszcie (obecnie Budapeszt), gdzie w 1842 otrzymał doktorat nauk medycznych. Następnie pracował jako lekarz w Żywcu (1842–1849) a potem w Oświęcimiu (1850–1877).
Aktywny politycznie w okresie Wiosny Ludów. Poseł do Sejmu Konstytucyjnego w Wiedniu i Kromieryżu (10 lipca 1848 – 7 marca 1849), wybrany w galicyjskim okręgu wyborczym Żywiec. W parlamencie należał do „Stowarzyszenia” skupiającego demokratycznych posłów polskich. W latach 1867–1877 był radnym miasta Oświęcimia.